# Llanura del Pacífico (Colombia)
Llanura del Pacífico, posee un área de 83.170 km², es una llanura en Colombia. Se extiende desde el golfo de Urabá hasta los límites con Ecuador. Está comprendida entre la cordillera Occidental y el litoral Pacífico. Abarca los departamentos con costas en el océano Pacífico como Nariño, Cauca, Valle del Cauca y Chocó. El Chocó biogeográfico hace parte de 5 de estas zona, caracterizada por la biodiversidad, pues supera por hectárea la biodiversidad del Amazonas.